# Francisco de Lemos
Francisco de Lemos foi um fidalgo castelhano, cuja descendência é descrita por Silva Leme no volume VII de sua «Genealogia Paulistana».
Casou em São Paulo com Isabel de Morais, filha de Baltasar de Morais de Antas.
Foi sertanista na entrada de Antônio Raposo Tavares ao Guairá  em 1628. Viúvo em 1630, casou com Catarina de Siqueira, filha de Lourenço de Siqueira de Mendonça.
Foi dos mais entusiastas aclamadores de Amador Bueno, assinando a ata com seus dois filhos, Baltazar de Lemos e Jerônimo de Lemos. Em 1647 recebeu carta de agradecimento real pelas entradas feitas na pesquisa de minas.